# Jamaica en los Juegos Paralímpicos de París 2024
Jamaica estuvo representada en los Juegos Paralímpicos de París 2024 por un deportista masculino. El equipo paralímpico jamaicano no obtuvo ninguna medalla en estos Juegos.